# Eucalyptus grandis
Espèce
Eucalyptus grandis, dit gommier rose, est une espèce de plante à fleurs de la famille des Myrtaceae. C'est un arbre originaire d'Australie.

## Description
Le gommier rose est un arbre de taille moyenne à grande, à l'écorce lisse, rugueuse, fibreuse ou floconneuse à la base, de couleur gris à gris-brun.
Les feuilles sont pétiolées, lancéolées, discolores, de 15 cm de long sur 3 cm de large, d'un vert foncé brillant. Les fleurs blanches apparaissent du milieu de l'automne à la fin de l'hiver.

## Habitat

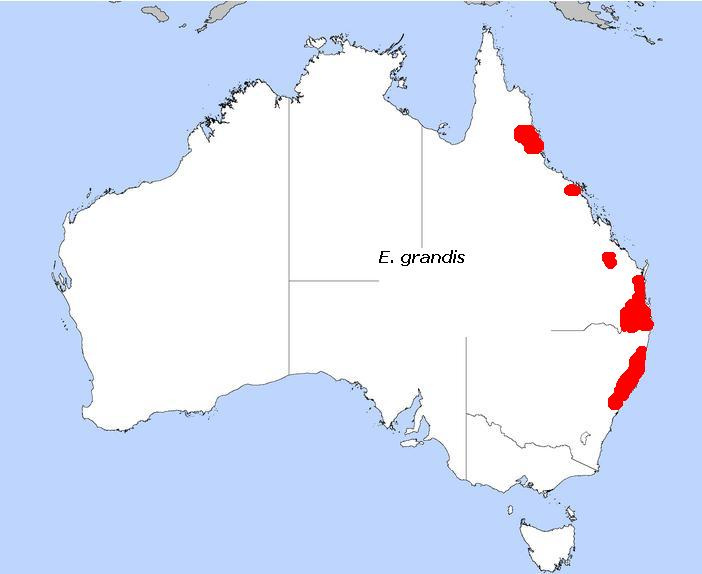
Carte de répartition d’Eucalyptus grandis.

E. grandis pousse dans les zones côtières et sous-côtière s'étendant de Newcastle en Nouvelle-Galles du Sud vers le nord jusqu'à l'ouest de Daintree dans le Queensland, essentiellement sur terrain plat et à faibles pentes.

## Utilisation
C'est un arbre attrayant, simple à cultiver et très demandé en dehors de l'Australie pour son bois et ses fibres.
Sa croissance rapide et la qualité de son bois fait qu'il est cultivé dans de nombreux pays au monde (Amérique du Sud, Afrique) pour la fabrication de meubles, y compris de jardin, de plancher ou de palettes.

### Plante mellifère
Le gommier rose est largement cultivé dans des plantations d'Afrique du Sud, dans des zones qui offraient autrefois une autre flore aux abeilles. Chaque année, au début de la floraison, un nombre extrêmement important de colonies d'abeilles s’installe dans ces plantations. Les fleurs ont un fort parfum et les apiculteurs affirment que les abeilles parcourent au moins 20 km pour atteindre ces plantations.

## Liste des variétés
Selon Tropicos (30 mars 2019) :
- variété Eucalyptus grandis var. grandiflora Maiden